# Новое Мокшино
 Новое Мокшино  (чув. Меречен) — деревня в Аксубаевском районе Татарстана. Входит в состав Староузеевского сельского поселения.

## География
Находится в южной части Татарстана на расстоянии приблизительно 11 км на юг-юго-восток по прямой от районного центра поселка Аксубаево.

## История
Основана в XVIII веке.

## Население
Постоянных жителей было: в 1782 году- 222 души мужского пола, в 1859—445, в 1897—708, в 1908—914, в 1920—866, в 1926—723, в 1938—744, в 1949—541, в 1958—520, в 1970—504, в 1979—351, в 1989—225, в 2002 году 210 (чуваши 93 %), в 2010 году 200.